# Herbert Stahl

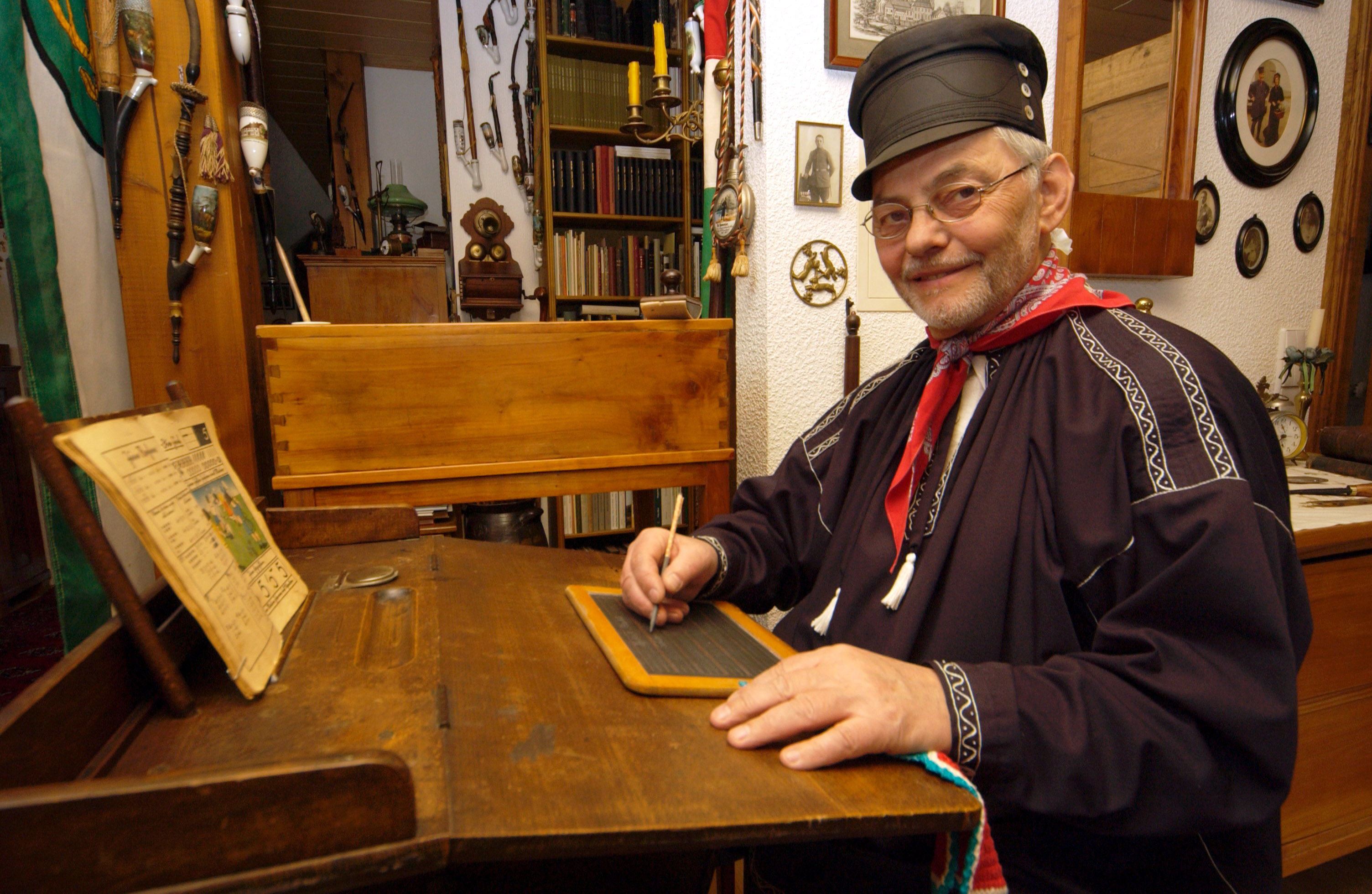
Herbert Stahl auf der Schulbank in seinem Museum

Herbert Stahl (* 23. November 1936 in Bensberg) ist ein deutscher Volkskundler. Er befasst sich insbesondere mit der Volkskunde im Bergischen Land. Daneben befasst er sich mit der dortigen Bergbau- und Regionalgeschichte. Er ist Autor zahlreicher Artikel in den Schriftenreihen Rheinisch-Bergischer Kalender und Heimat zwischen Sülz und Dhünn des Bergischen Geschichtsvereins Rhein-Berg.

## Leben
Herbert Stahl wurde als Sohn einer Bergmannsfamilie auf dem Gelände der Grube Weiß geboren. Beruflich war er als Arbeitsberater tätig. Seine Interessen und Aktivitäten gruppieren sich um die Begriffe Volkskunde und Bergbau. In den 1970er-Jahren begann er mit Aufzeichnungen zum Thema „Leben und Arbeiten im Bergischen Land“. Das führte zu einer umfangreichen Volkskundesammlung mit etwa 300 Titeln, Dokumenten und Veröffentlichungen, deren Überführung in das LVR-Institut für Landeskunde und Regionalgeschichte inzwischen vereinbart ist.

## Sammlung
Herbert Stahl hatte zusammen mit seiner Frau Hilla Stahl in den 1970er-Jahren begonnen, volkskundliche Gegenstände zu sammeln. Daraus erwuchs ein größerer Bestand an alten Möbeln, Handwerksgeräten und Ausstattungsgegenständen. Als die Eheleute 1991 ein neues Haus bauten, wurde im Dachgeschoss ein volks- und heimatkundliches Privatmuseum eingerichtet. Schwerpunkte der Sammlung sind Leben und Arbeiten der Menschen im Bergischen Land, der Bergbau, das häusliche Leben und eine Waffeleisensammlung.
Zum Bestand gehören auch Teile des literarischen Nachlasses des Heimatdichters August Kierspel und eine Urkunde aus dem Jahr 1760 über eine Ordensverleihung an den Besitzer des Hauses Blegge. Diese und eine Sammlung von weiteren urkundlichen Belegen zur Geschichte von Bergisch Gladbach und dem Bergbau im Erzrevier Bensberg hat Stahl 2011 der Stadt Bergisch Gladbach geschenkt.

## Auszeichnungen
- 1992 erhielt er die Ehrennadel in Gold des Rheinisch-Bergischen Kreises.[5]
- Im Jahr 2009 wurde ihm für sein Engagement für regionale Kultur und das Handwerk der Rheinlandtaler verliehen.[6]
- Die Ehrennadel in Gold der Stadt Bergisch Gladbach folgte 2014.[7]

## Schriften
- En Danzschull en de Lierbich, ein volkskundliches Theaterstück in 3 Akten, Bergisch Gladbach 1984[8]
- August Kierspel, 1884–1967, Sein Leben und Wirken in Wort, Bild und Ton, Bergisch Gladbach 1997, ISBN 3-932326-19-9
- Vielfältige Traditionen und Bräuche. In: Rheinisch-Bergischer Kreis, Deutsche Landkreise im Portrait, Hannover 2000, ISBN 3-88363-190-6, S. 32ff.
- Beiträge zur Heimatgeschichte, Grube Blücher bei Herkenrath, Von der Erzgrube zum Naherholungsgebiet, Herausgeber: Naturfreunde Köln e. V., 2001
- Das Erbe des Erzes, Die Grube Weiß (einschließlich Redaktion; Mitautoren: Gerhard Geurts und Herbert Ommer), Bergisch Gladbach 2003, ISBN 3-00-011243-X.
- Das Erbe des Erzes, Band 2, Die Gruben auf den Gangerzlagerstätten im Erzrevier Bensberg (einschließlich Redaktion; Mitautoren: Gerhard Geurts, Herbert Ommer), Köln 2004, ISBN 3-00-014668-7.
- Das Erbe des Erzes, Band 3, Die Gruben in der Paffrather Kalkmulde (einschließlich Redaktion; Mitautoren: Gerhard Geurts, Hans Dieter Hilden und Herbert Ommer), Bergisch Gladbach 2006, ISBN 3-932326-49-0.
- Das Erbe des Erzes, Band 4, Der Lüderich (einschließlich Redaktion; Mitautoren: Gerhard Geurts, Hans Dieter Hilden, Herbert Ommer und Siegfried Raimann), Bergisch Gladbach 2008, ISBN 3-932326-52-0.
- Das Erbe des Erzes, Band 5, Neue Nachrichten und Geschichten zum Erzrevier Bensberg (einschließlich Herausgeberschaft und Redaktion; Mitautoren: Alois Döring, Gerhard Geurts, Herbert Ommer, Lothar Speer), Bergisch Gladbach 2014, ISBN 978-3-00-044826-3.
- Gronau (einschließlich Redaktion; Mitautoren: Hans Leonhard Brenner, Gerhard Geurts, Hans Mittler, Franz Ott, Dieter Schnell, Klaus Wetterau), Bergisch Gladbach 2007, ISBN 978-3-932326-51-6.
- Moitzfeld – Durch das Leben, durch das Jahr, Bergisch Gladbach 2009, ISBN 3-932326-56-3
- Montanindustrie im Bensberger Erzrevier. in: Walter Buschmann (Hrsg.), Industriekultur Düsseldorf und Bergisches Land, S. 65–85, Klartext Verlag, Essen 2016, ISBN 978-3-8375-1565-7
- Streifzüge durchs Bensberger Erzrevier, 6 Rundwanderungen und 2 Radtouren rund um Bergisch Gladbach und Overath, Mitautor: Guido Wagner, Overath 2019, ISBN 9783947438136